# Geni kameni
Geni kameni treći je studijski album hrvatskog pjevača Marka Perkovića Thompsona. Album je 1996. godine objavila diskografska kuća Croatia Records.
Ovaj album je polučio uspješnice "Geni kameni" i "Ovo mi diže tlak". Snimljen je u studiju Deva u Splitu.

## Popis pjesama
1. Ka bez duše (duet: Klapa Sinj) (3:53)
2. Geni kameni (duet: Djevojke s Cetine) (3:46)
3. Bez ljubavi (3:34)
4. Tamburaška (duet: Pajdaši) (3:46)
5. Zašto baš nju (5:03)
6. Ovo mi diže tlak (duet: Marijan Ban) (3:36)
7. Božićna (duet: Klinci s Ribnjaka) (4:25)
8. Draga (4:05)
9. Kako mi je teško noćas (4:19)
10. Ima nešto vrijednije od zlata (3:18)